# Departamento Isla de los Estados
Isla de los Estados fue un antiguo departamento que formó parte del Territorio Nacional de la Tierra del Fuego, Antártida e Islas del Atlántico Sur. Fue creado en 1904 con tierras del departamento Buen Suceso. Abarcaba la isla homónima y todas las otras del Océano Atlántico Sur en las que Argentina reclama soberanía (Malvinas y Georgias del Sur y Sandwich del Sur). En 1970 a partir del decreto de la gobernación n.º 149, parte de su territorio fue incorporado al departamento Ushuaia y con el resto se creó el departamento Islas del Atlántico Sur.
Nunca se determinó una capital, aunque la localidad más poblada fue Puerto Argentino/Stanley, en las islas Malvinas, bajo control de facto del Reino Unido.

## Historia
El decreto de división administrativa de los territorios nacionales del 19 de mayo de 1904 elevó a cuatro el número de departamentos en Tierra del Fuego, modificando los límites del de Buen Suceso. Este departamento comenzó a llamarse Bahía Thetis y con parte de él se creó el departamento Isla de los Estados.

(...)

IV. — ISLA DE LOS ESTADOS. Comprenden las islas del mismo nombre y todas las otras que se encuentran en el Atlántico bajo la soberanía de derecho de la República Argentina.
Decreto de división administrativa de los territorios nacionales

El 8 de abril de 1970 el gobernador, capitán Gregorio Lloret, dictó el decreto N.º 149 estableciendo una nueva división departamental en cuatro departamentos. El de Isla de los Estados dejó de existir, pasando a ser parte del departamento Ushuaia.